# Aulus Atilius Serranus
Aulus Atilius Serranus est un homme politique romain, qui accéda à la magistrature suprême de consul en 170 av. J.-Chr., et eut pour collègue Aulus Hostilius Mancinus.

## Biographie
Atilius Serranus commença la carrière des honneurs comme préteur urbain en 173  av. J.-Chr. Le Sénat le chargea de reconduire l'alliance avec le roi macédonien Antiochos IV,. L'année suivante, il reçut la mission de mener une partie de la garnison de Brindes jusqu'en Macédoine comme renfort pour les légions du consul Gaius Popillius Laenas dans la Troisième guerre de Macédoine. Au terme de ce mandat, il fut porté consul en 170 av. J.-Chr.